# Lech Kaczyński
Lech Aleksander Kaczyński, poljski politik, * 18. junij 1949, Varšava, Poljska, † 10. april 2010, blizu Smolenska, Smolenska oblast, Rusija.
Kaczyński je bil predsednik Poljske med letoma 2005 in 2010.
Bil je tudi član politične stranke Prawo i Sprawiedliwość (Zakon in pravičnost) ter župan mesta Varšave od leta 2002 do 22. decembra 2005, do dneva ko je postal predsednik države. Njegov brat dvojček Jarosław Kaczyński je bil v letih 2006–2007 predsednik poljske vlade, kasneje pa "siva eminenca" poljske desnice.
10. aprila 2010 je z ženo Marijo Kaczyński in 94 člani odprave strmoglavil ob pristajanju na ruskem letališču Smolensk, kjer se je nameraval udeležiti 70. obletnice Katinskega pokola.